# Stoa 169

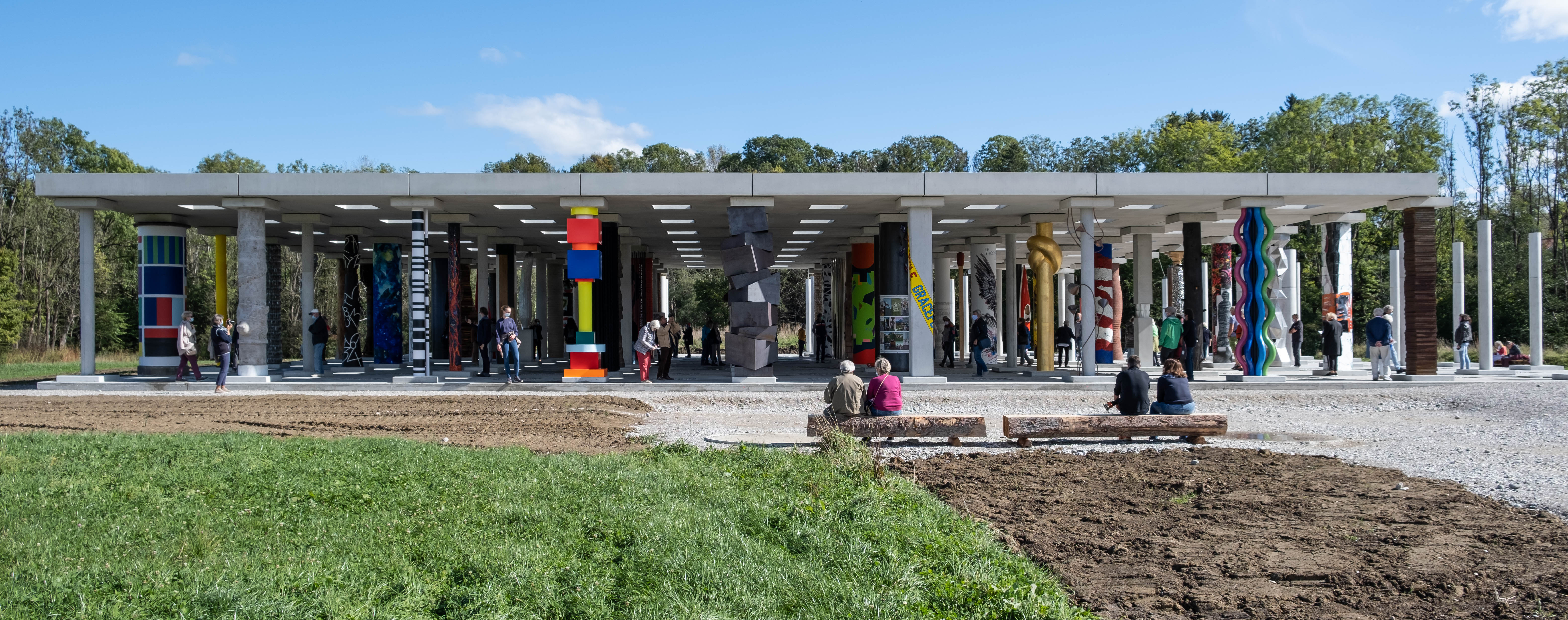
Stoa 169 im Oktober 2020

Die Stoa 169 (Eigenschreibweise STOA169) ist eine Künstlersäulenhalle im oberbayerischen Polling, die der Künstler Bernd Zimmer initiiert hat. Sie vereint internationale Künstler an einem Ort: Mehr als 100 Künstler, die von einer Fachjury ausgewählt wurden, gestalteten je eine Säule, die in der Summe ein gemeinsames Dach tragen. Auf 1600 Quadratmetern entstand mitten in der Natur eine offene Säulenhalle, die zeitgenössische künstlerische Ideen und unterschiedliche kulturelle Auffassungen an einem Ort vereint. Sie soll ein „Zeichen der Solidarität und Völkerverständigung“ sein.

## Lage und Beschreibung
Die Stoa 169 befindet sich westlich von Polling im bayerischen Pfaffenwinkel, knapp 200 m östlich der Ammer. Der Hallenstandort selbst kann ausschließlich zu Fuß erreicht werden; von Polling aus in etwa zehn Minuten über einen Feldweg.
Die Halle besteht aus 121 Säulen mit jeweils 3,9 Metern Höhe und maximal 91 cm Durchmesser, jede von einem anderen Künstler gestaltet.

## Geschichte

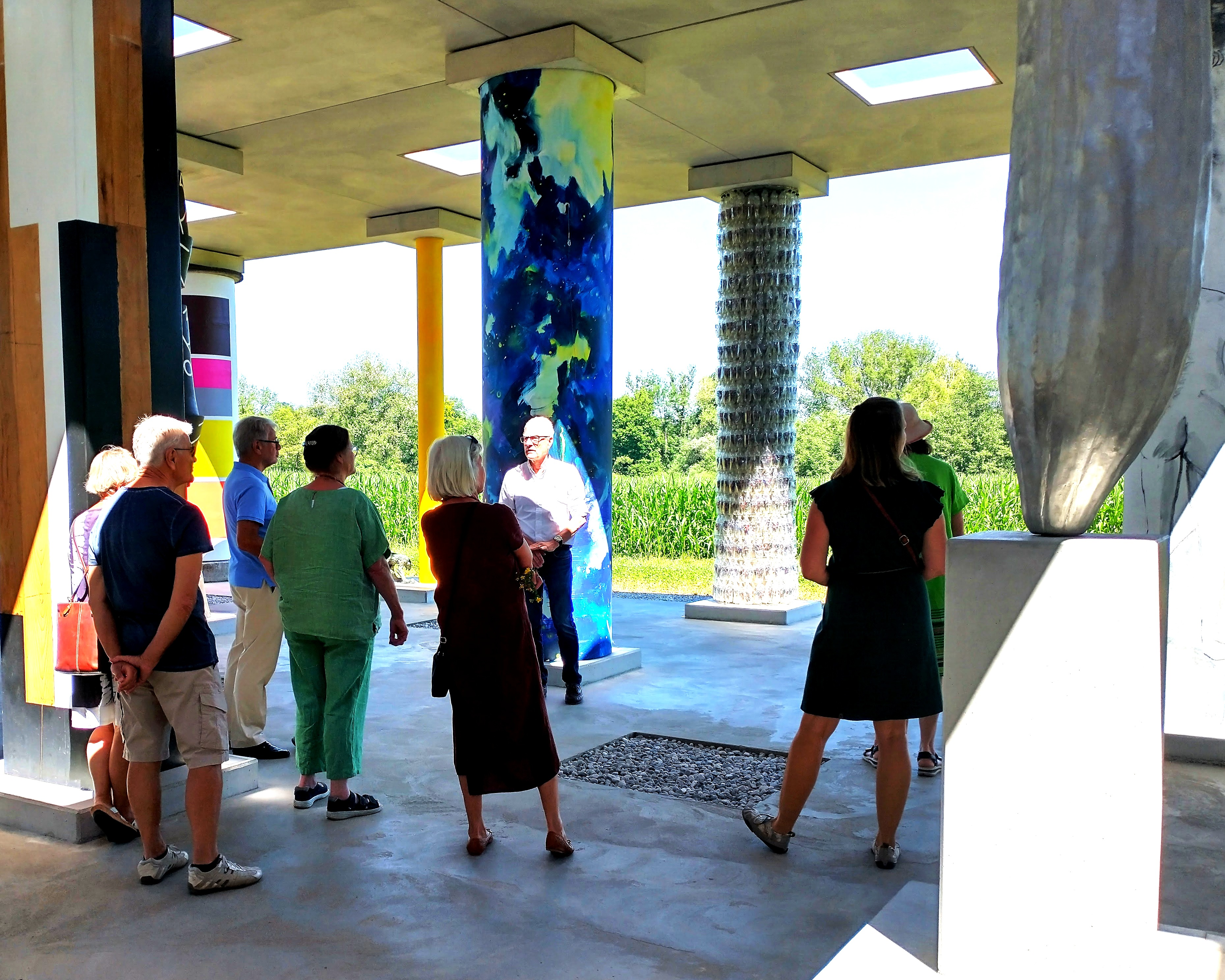
Bernd Zimmer mit Besuchern in der Galerie Stoa 169

Die Idee zur Säulenhalle kam Bernd Zimmer 1990 bei einer Reise durch Indien, wo er die Säulenhallen der Hindutempel sah. Die erste Idee einer Künstlersäulenhalle mit 1000 Säulen reduzierte er bald auf 169, also 13×13 Säulen. Der erste Versuch zur Realisierung um 2000 scheiterte an der Finanzierung infolge der Auswirkungen der Dotcom-Blase. Nach einer erneuten Indien-Reise 2016 griff Zimmer die Pläne wieder auf. Er erwarb eine etwa 3,5 Hektar große Wiese und erlangte im März 2017 die Baugenehmigung für eine 50 × 50 Meter große Halle. Die Anzahl der tatsächlich teilnehmenden Künstler reduzierte die Säulenanzahl auf 11×11, also 121, der Name wurde jedoch beibehalten. Die Größe änderte sich auf ca. 40 × 40 m.
Zu Beginn der Bauarbeiten gab es heftige Kritik, da die damalige Bürgermeisterin Felicitas Betz die Öffentlichkeit erst nach der Genehmigung des Bauantrags in einer nicht-öffentlichen Gemeinderatssitzung von dem Vorhaben informierte. Eine Dienstaufsichtsbeschwerde ergab „keine Amtspflichtverletzungen, […] allerdings die Feststellung eines Verstoßes gegen den Öffentlichkeitsgrundsatz“.
Die Erdarbeiten mit Einbau des Köcherfundaments begannen im Herbst 2019. Am 17. November 2019 fand die Grundsteinlegung statt. Die Einweihung des ersten Bauabschnitts mit 81 Säulen erfolgte am 13. September 2020 im Rahmen eines Festaktes, der bedingt durch die COVID-19-Pandemie kleiner ausfiel.
In den ersten zwei Monaten nach der Eröffnung besuchten etwa 30.000 Personen die Stoa 169.
Seit 2023 gibt es einen sechsteiligen Dokumentarfilm des Pollinger Filmemachers Eike Fischer über die Erstellung der Säulenhalle von Februar 2019 bis 2022. Fischer hat einerseits die Baustelle gefilmt, aber auch Künstler in ihren Ateliers besucht.

## Künstler
Es wurden von einer Jury weltweit 200 Künstler ausgewählt, die zur Gestaltung einer Säule eingeladen wurden. Die Jury bestand neben Bernd Zimmer aus Walter Grasskamp, Franziska Leuthäußer, Corinna Thierolf und Ulrich Wilmes.
Zu den teilnehmenden Künstlern gehören:
- Georges Adéagbo
- Franz Ackermann
- Andreas Angelidakis
- Siegfried Anzinger
- Rozbeh Asmani
- Alice Aycock
- Makoto Azuma
- Benjamin Bergmann
- Monica Bonvicini
- Herbert Brandl
- Sokari Douglas Camp
- Enzo Cucchi
- Ayşe Erkmen
- Roland Fischer
- Achim Freyer
- Paul Fuchs
- Jochen Gerz
- Liam Gillick
- Subodh Gupta
- Fiona Hall
- Peter Halley
- Gregor Hildebrandt
- Karl Horst Hödicke
- Rebecca Horn
- Endy Hupperich
- Leiko Ikemura
- Alfredo Jaar
- Magdalena Jetelová
- Dani Karavan
- Osman Khan
- Thomas Kilpper
- Jürgen Klauke
- Karin Kneffel
- Brigitte Kowanz
- Alicja Kwade
- Nikolaus Lang
- Via Lewandowsky
- Joep van Liefland
- Andrei Loginov
- Daniel Man
- Takesada Matsutani
- Ian McKeever
- Bjørn Melhus
- Markus Oehlen
- Sigrún Ólafsdóttir
- Mimmo Paladino
- Norbert Radermacher
- Gerd Rohling
- Ulrich Rückriem
- Hans Schabus
- Sean Scully
- Santiago Sierra
- Katharina Sieverding
- Roman Signer
- Alan Sonfist
- Daniel Spoerri
- Joana Vasconcelos
- Walter Vopava
- Hannsjörg Voth
- Lawrence Weiner
- Erwin Wurm
- Bernd Zimmer
- Beat Zoderer

## Trägerschaft
Träger und Betreiber der Stoa 169 ist die von Bernd Zimmer 2016 gegründete gemeinnützige STOA169 Stiftung.